# Pacoche
Pacoche es un poblado de la Parroquia de San Lorenzo, cantón Manta, provincia de Manabí, Ecuador. Está localizado al sur de Manta.

## Bosque de Pacoche
Al sur del poblado de Pacoche se encuentra una selva húmeda, que se conoce como Bosque de Pacoche en la Parroquia de San Lorenzo. Se encuentra en su interior un área protegida catalogada como Refugio de Vida Silvestre y Marino Costera Pacoche, localizada al sur del litoral de la Provincia de Manabí. 

## Las Montañas de Pacoche
Las Montañas de Pacoche están formadas por dos elevaciones cuyas alturas varían entre los 100 y 300 metros sobre el nivel del mar, son cadenas montañosas que en su recorrido de NW a SW, forma un pequeño valle con anchuras variables, dentro de esta cadena montañosa, sobresalen una loma de 283 metros sobre el nivel del mar, al extremo SW de la montaña, y la loma de Ligüiqui con 245 metros sobre el nivel del mar.
Tanto las Montañas de Pacoche como la comuna que lleva su nombre y el refugio de vida silvestre marino costero, están situados en una zona bioclimática considerada como Semi – árida, en las que se producen menos de 200 mm anuales de lluvia. Un aspecto extremadamente importante que se debe considerar del ecosistema sustentado en las montañas de Pacoche, es su capacidad de modificar el clima local y áreas inmediatamente adyacentes como las áreas comprendidas entre Pacoche y el Cerro Montecristi (El Aromo, Ligüiqui, Pacoche, San Lorenzo, Las Piñas El Habra y Santa Rosa son comunas beneficiadas por este clima de manera externa; mientras que Bajos de Afuera, Pechiche, La Palma, entre otros, se encuentra dentro del área de influencia directa de este microclima).
Debido a las características orográficas y de flora, el clima es modificado, razón por la que las temperaturas dentro de las montañas varían entre los 23°C y 24,5°C, con relación a las temperaturas exteriores que varían entre los 25,5°C y 27°C. Los acuíferos que se encuentran en el bosque de Pacoche, están ubicados sobre los cauces de los ríos o en las orillas de los mismos. De acuerdo con la formación geológica sobre las que se asienta el bosque, los acuíferos son ricos en agua, debido a la característica misma de la formación y a la continua recarga que la vegetación del bosque proporciona ya que la humedad traída por las masas de aire es atrapada por el follaje de los árboles formándose garúas constantes especialmente.

## Flora y Fauna
Ecológicamente, San Lorenzo, Ligüiqui y Pacoche son parte de un ecosistema en el que existe flora endémica con restos arqueológicos de las culturas que en él se asentaron, las que se mezclan con áreas cada vez más intervenidas, pero que aún guardan las características del bosque pues se trata de acciones a escala artesanal y microescala por parte de los comuneros.
En el componente marino existen aguas costeras someras, arrecifes rocosos, playas arenosas, rocosas y mixtas. Estos ecosistemas son habitados, o visitados, por varias especies consideradas, por la IUCN (International Union for Conservation of Nature and Natural Resources por sus siglas en inglés) bajo riesgo de extinción, además de estar protegidas por la legislación nacional: En Peligro: la tortuga laúd (Dermochelys coriacea), en la categoría Vulnerable: el caballito de mar del Pacífico, la tortuga marina golfina (Lepidochelys olivacea), la tortuga verde (Chelonia mydas), el lobo marino de dos pelos (Arctocephalus galapagoensis) y la ballena jorobada (Megaptera novaeangliae). Varias de estas especies habitan o utilizan los arrecifes rocosos y las playas aisladas que se encuentran entre el Cabo San Lorenzo y la punta Cangrejo en la población de Ligüiqui.